# كوجي هونما
كوجي هونما (باليابانية: 本間 幸司) (27 أبريل 1977 في هيتاتشي في اليابان – )؛ هو لاعب كرة قدم ياباني سابق كان يلعب كحارس مرمى.

## وصلات خارجية
- كوجي هونما على موقع رابطة كرة القدم اليابانية للمحترفين (اليابانية)
- كوجي هونما على موقع قاعدة بيانات كرة القدم.إي يو (الإنجليزية)
- كوجي هونما على موقع Soccerway.com (الإنجليزية)
- كوجي هونما على موقع عالم كرة القدم.نت (الإنجليزية)